# Jesús Guajardo
Jesús María Guajardo Martínez (Candela, 29 agosto 1892 – Monterrey, 17 luglio 1920) è stato un generale messicano, noto per essere stato l'assassino del leader rivoluzionario Emiliano Zapata.

## Biografia
Nel 1913 si unì alle forze del generale Pablo González Garza, prima dell'ascesa al potere di Victoriano Huerta. Durante la Rivoluzione prese parte alle campagne contro gli Zapatisti dell'Esercito di Liberazione del Sud e nel 1919, con una trappola, a uccidere il loro comandante, Emiliano Zapata. Come ricompensa il presidente Venustiano Carranza lo promosse a maggior generale. L'anno seguente tuttavia, appoggiò, come tanti altri militari, il Piano di Agua Prieta e la seguente ribellione contro Carranza. Sempre nel 1920, appena caduto Carranza, Guajardo prese le armi contro il nuovo presidente Adolfo de la Huerta, ma fu ucciso a Monterrey il 17 luglio. La sua morte fu acclamata dagli ex-zapatisti del sud alleati di la Huerta in quanto ora sapevano che l'assassino del loro ex-leader non era più in vita.